# 章景遇
章景遇，宋朝政治人物。
章景遇曾于1092年接替刘鹏任华亭县知县一职，1094年由黄佖接任。